# 115
Năm 115 là một năm trong lịch Julius. 